# Wilson Reilly
Wilson Reilly (* 8. August 1811 in Waynesboro, Franklin County, Pennsylvania; † 26. August 1885 in Chambersburg, Pennsylvania) war ein US-amerikanischer Politiker. Zwischen 1857 und 1859 vertrat er den Bundesstaat Pennsylvania im US-Repräsentantenhaus.

## Werdegang
Wilson Reilly besuchte die öffentlichen Schulen seiner Heimat und war danach in Waynesboro sowie in Chambersburg als Hutmacher tätig. Nach einem Jurastudium und seiner 1837 erfolgten Zulassung als Rechtsanwalt begann er in Chambersburg in diesem Beruf zu arbeiten. Zwischen 1842 und 1845 fungierte er als Staatsanwalt im Franklin County. Gleichzeitig schlug er als Mitglied der Demokratischen Partei eine politische Laufbahn ein. Im Jahr 1854 kandidierte er noch erfolglos für den Kongress.
Bei den Kongresswahlen des Jahres 1856 wurde Reilly dann aber im 17. Wahlbezirk von Pennsylvania in das US-Repräsentantenhaus in Washington, D.C. gewählt, wo er am 4. März 1857 die Nachfolge von David Fullerton Robison antrat. Da er im Jahr 1858 nicht bestätigt wurde, konnte er bis zum 3. März 1859 nur eine Legislaturperioden im Kongress absolvieren. Diese war von den Ereignissen im Vorfeld des Bürgerkrieges geprägt. In seiner Zeit als Kongressabgeordneter war Reilly Vorsitzender des Ausschusses zur Kontrolle der Ausgaben des Kriegsministeriums.
Nach dem Ende seiner Zeit im US-Repräsentantenhaus praktizierte Wilson Reilly wieder als Anwalt. Außerdem wurde er Hauptmann der McClure Rifles, die zur Reservetruppe des Staates Pennsylvania gehörte. Er starb am 26. August 1885 in Chambersburg.